# Lijst van voetbalinterlands Andorra - Nederland
Deze lijst van voetbalinterlands is een overzicht van alle officiële voetbalwedstrijden tussen de nationale teams van Andorra en Nederland. De landen hebben tot op heden zes keer tegen elkaar gespeeld. De eerste ontmoeting, een kwalificatiewedstrijd voor het Wereldkampioenschap voetbal 2002, was op 24 maart 2001 in Barcelona. Het laatste duel, een kwalificatiewedstrijd voor het Wereldkampioenschap voetbal 2014, vond plaats op 10 september 2013 in Andorra la Vella.

## Wedstrijden
| № | № Int NED | Plaats           | Datum             | Competitie           | Wedstrijd           | Uitslag |
| - | --------- | ---------------- | ----------------- | -------------------- | ------------------- | ------- |
| 1 | 581       | Barcelona        | 24 maart 2001     | WK 2002 kwalificatie | Andorra − Nederland | 0 − 5   |
| 2 | 588       | Arnhem           | 6 oktober 2001    | WK 2002 kwalificatie | Nederland − Andorra | 4 − 0   |
| 3 | 624       | Barcelona        | 17 november 2004  | WK 2006 kwalificatie | Andorra − Nederland | 0 − 3   |
| 4 | 632       | Eindhoven        | 7 september 2005  | WK 2006 kwalificatie | Nederland − Andorra | 4 − 0   |
| 5 | 726       | Rotterdam        | 12 oktober 2012   | WK 2014 kwalificatie | Nederland − Andorra | 3 − 0   |
| 6 | 736       | Andorra la Vella | 10 september 2013 | WK 2014 kwalificatie | Andorra − Nederland | 0 − 2   |

## Samenvatting
| Competitie      | Totaal gespeeld | Winst Andorra | Gelijk | Winst Nederland | Doelsaldo Andorra – Nederland |
| --------------- | --------------- | ------------- | ------ | --------------- | ----------------------------- |
| WK-kwalificatie | 6               | 0             | 0      | 6               | 0 − 21                        |
| Totaal          | 6               | 0             | 0      | 6               | 0 − 21                        |

Wedstrijden bepaald door strafschoppen worden, in lijn met de FIFA, als een gelijkspel gerekend.

## Details

### Eerste ontmoeting
| WK 2002 kwalificatie (Barcelona, Spanje, 24 maart 2001): |              | |
| Andorra | 0 – 5        | Nederland |
| | goals        | 9' Patrick Kluivert 36' Jerrel Hasselbaink 61' Pierre van Hooijdonk 71' Pierre van Hooijdonk 85' Mark van Bommel                                                                     |
| David Rodrigo | bondscoach   | Louis van Gaal |
| Alfonso Sánchez Roberto Jonás Alonso José Manuel García Ildefons Lima Francisco Javier Ramírez Agusti Pol Oscar Sonejee Emiliano González 85' Justo Ruíz 90' Jesús Lucendo 64' Juli Sánchez | opstellingen | Edwin van der Sar Paul Bosvelt 72' Jaap Stam Frank de Boer Phillip Cocu Mark van Bommel Boudewijn Zenden 46' Edgar Davids 58' Patrick Kluivert Jimmy Floyd Hasselbaink Marc Overmars |
| Manolo Jiménez Soria 64' Jordi Escura 85' Juli Fernández 90' | wissels      | 46' Patrick Paauwe 58' Pierre van Hooijdonk 72' Wilfred Bouma |
| Francisco Javier Ramírez 25' Juli Sánchez 56' | gele kaarten | 44' Jaap Stam |

### Tweede ontmoeting
| WK 2002 kwalificatie (Arnhem, Nederland, 6 oktober 2001):                                      |              |                |
| Nederland                                                                                      | 4 – 0        | Andorra        |
| Pierre van Hooijdonk 4' Clarence Seedorf 45' Ruud van Nistelrooij 53' Ruud van Nistelrooij 90' | goals        |                |
| Ruud van Nistelrooij 40'                                                                       | gele kaarten | 42' Justo Ruiz |

### Derde ontmoeting
| WK 2006 kwalificatie (Barcelona, Spanje, 17 november 2004): |              |                                                       |
| Andorra                                                     | 0 – 3        | Nederland                                             |
|                                                             | goals        | 21' Phillip Cocu 31' Arjen Robben 77' Wesley Sneijder |
| Jordi Escura 54'                                            | gele kaarten | 14' Danny Landzaat                                    |

### Vierde ontmoeting
| WK 2006 kwalificatie (Eindhoven, Nederland, 7 september 2005):                                    |       |         |
| Nederland                                                                                         | 4 – 0 | Andorra |
| Rafael van der Vaart 23' Antoni Lima 27' (e.d.) Ruud van Nistelrooij 43' Ruud van Nistelrooij 89' | goals |         |

### Vijfde ontmoeting
| WK 2014 kwalificatie (Rotterdam, Nederland, 12 oktober 2012):     |       |         |
| Nederland                                                         | 3 – 0 | Andorra |
| Rafael van der Vaart 7' Klaas-Jan Huntelaar 15' Ruben Schaken 50' | goals |         |

### Zesde ontmoeting
| WK 2014 kwalificatie (Andorra la Vella, Andorra, 10 september 2013): |       |                                           |
| Andorra                                                              | 0 – 2 | Nederland                                 |
|                                                                      | goals | 50' Robin van Persie 54' Robin van Persie |

FAF · A-internationals · Statistieken · Bondscoaches · Andorrees vrouwenelftal · Andorra U21 · Andorra U20 · Andorra U19 · Andorra U18 · Andorra U17 · Andorra U16
1990 – 1999 · 2000 – 2009 · 2010 – 2019 · 2020 − 2029
1996 · 1997 · 1998 · 1999 · 2000 · 2001 · 2002 · 2003 · 2004 · 2005 · 2006 · 2007 · 2008 · 2009 · 2010 · 2011 · 2012 · 2013 · 2014 · 2015 · 2016 · 2017 · 2018 · 2019 · 2020 · 2021 · 2022 · 2023 · 2024
Albanië ·
Armenië ·
Azerbeidzjan ·
België ·
Bolivia ·
Bosnië en Herzegovina ·
Brazilië ·
Bulgarije ·
China ·
Cyprus ·
Engeland ·
Equatoriaal-Guinea ·
Estland ·
Faeröer ·
Finland ·
Frankrijk ·
Gabon ·
Georgië ·
Gibraltar ·
Grenada ·
Hongarije ·
Ierland ·
IJsland ·
Indonesië ·
Israël ·
Kaapverdië ·
Kazachstan ·
Kosovo ·
Kroatië ·
Letland ·
Liechtenstein ·
Litouwen ·
Malta ·
Moldavië ·
Nederland ·
Noord-Ierland ·
Noord-Macedonië ·
Oekraïne ·
Oostenrijk ·
Polen ·
Portugal ·
Qatar ·
Roemenië ·
Rusland ·
Saint Kitts en Nevis ·
San Marino ·
Slowakije ·
Spanje ·
Tsjechië ·
Turkije ·
Verenigde Arabische Emiraten ·
Wales ·
Wit-Rusland ·
Zuid-Afrika ·
Zwitserland
KNVB ·
A-internationals ·
Bondscoaches (m) ·
Topscorers ·
Nederlands vrouwenelftal ·
Bondscoaches (v) ·
Nederland B ·
Olympisch elftal ·
Jong Oranje ·
Nederland –20 ·
Nederland –19 ·
Nederland –18 ·
Nederland –17 ·
Nederland –16 ·
Nederland –15 ·
Nederlands amateurelftal ·
Nederlands zaterdagelftal ·
Jong OranjeLeeuwinnen ·
Vrouwen –20 ·
Vrouwen –19 ·
Vrouwen –18 ·
Vrouwen –17 ·
Vrouwen –16 ·
Vrouwen –15 ·
Militair mannenelftal ·
Militair vrouwenelftal ·
Strandteam ·
Vrouwen Strandteam ·
Futsalteam ·
Vrouwen Futsalteam

EK-wedstrijden ·
WK-wedstrijden ·
Resultaten kwalificaties en eindronden ·
Nederland B-wedstrijden ·
Officieuze wedstrijden ·
EK-wedstrijden vrouwen ·
WK-wedstrijden vrouwen ·
Resultaten vrouwen kwalificaties en eindronden
1905 – 1919 ·
1920 – 1929 ·
1930 – 1939 ·
1940 – 1949 ·
1950 – 1959 ·
1960 – 1969 ·
1970 – 1979 ·
1980 – 1989 ·
1990 – 1999 ·
2000 – 2009 ·
2010 – 2019 ·
2020 – 2029
2015 ·
2016 ·
2017 ·
2018 ·
2019 ·
2020 ·
2021 · 
2022
EK's: 1976 · 
1980 · 
1988 · 
1992 · 
1996 · 
2000 · 
2004 · 
2008 · 
2012 · 
2020 · 
2024
WK's: 1934 · 
1938 · 
1974 · 
1978 · 
1990 · 
1994 · 
1998 · 
2006 · 
2010 · 
2014 · 
2022
OS: 1908 ·
1912 ·
1920 ·
1924 ·
1928 ·
1948 ·
1952 ·
2008
Albanië ·
Andorra ·
Argentinië ·
Armenië ·
Australië ·
België ·
Bosnië en Herzegovina ·
Brazilië ·
Bulgarije ·
Canada ·
Chili ·
China ·
Colombia ·
Costa Rica ·
Curaçao ·
Cyprus ·
DDR ·
Denemarken ·
Duitsland ·
Ecuador ·
Egypte ·
Engeland ·
Estland ·
Faeröer ·
Finland ·
Frankrijk ·
GOS · 
Georgië ·
Ghana ·
Gibraltar ·
Griekenland ·
Hongarije ·
Ierland ·
IJsland ·
Indonesië ·
Iran ·
Israël ·
Italië ·
Ivoorkust ·
Japan ·
Joegoslavië ·
Kameroen ·
Kazachstan ·
Kroatië ·
Letland ·
Liechtenstein ·
Luxemburg ·
Malta ·
Marokko ·
Mexico ·
Moldavië ·
Montenegro ·
Nederlandse Antillen ·
Nigeria ·
Noord-Ierland ·
Noord-Macedonië ·
Noorwegen ·
Oekraïne ·
Oostenrijk ·
Paraguay ·
Peru ·
Polen ·
Portugal ·
Qatar ·
Roemenië ·
Rusland ·
Saarland ·
San Marino ·
Saoedi-Arabië ·
Schotland ·
Senegal ·
Servië en Montenegro ·
Slovenië ·
Slowakije ·
Sovjet-Unie ·
Spanje ·
Suriname ·
Thailand ·
Tsjechië ·
Tsjecho-Slowakije ·
Tunesië ·
Turkije ·
Uruguay ·
Verenigd Koninkrijk ·
Verenigde Staten ·
Wales ·
Wit-Rusland ·
Zuid-Afrika ·
Zuid-Korea ·
Zweden ·
Zwitserland
Argentinië (1978) ·
Argentinië (2006) ·
Argentinië (2014) ·
Argentinië (2022) ·
Australië (2014) ·
Brazilië (2014) ·
Chili (2014) · 
Costa Rica (2014) ·
Denemarken (2010) ·
Denemarken (2012) ·
Duitsland (2012) · 
Ecuador (2022) · 
Frankrijk (2008) ·
Italië (2008) ·
Ivoorkust (2006) ·
Japan (2010) ·
Kameroen (2010) ·
Mexico (2014) · 
Noord-Macedonië (2021) · 
Oekraïne (2021) · 
Oostenrijk (2021) · 
Portugal (2006) ·
Portugal (2012) ·
Portugal (2019) ·
Qatar (2022) ·
Roemenië (2008) ·
Rusland (2008) ·
San Marino (2011) ·
Senegal (2022) ·
Servië en Montenegro (2006) ·
Sovjet-Unie (1988) ·
Spanje (2010) ·
Spanje (2014) ·
Tsjechië (2021) · 
Uruguay (2010) ·
Verenigde Staten (2022) · 
West-Duitsland (1974)